# Epoca d'oro della fantascienza

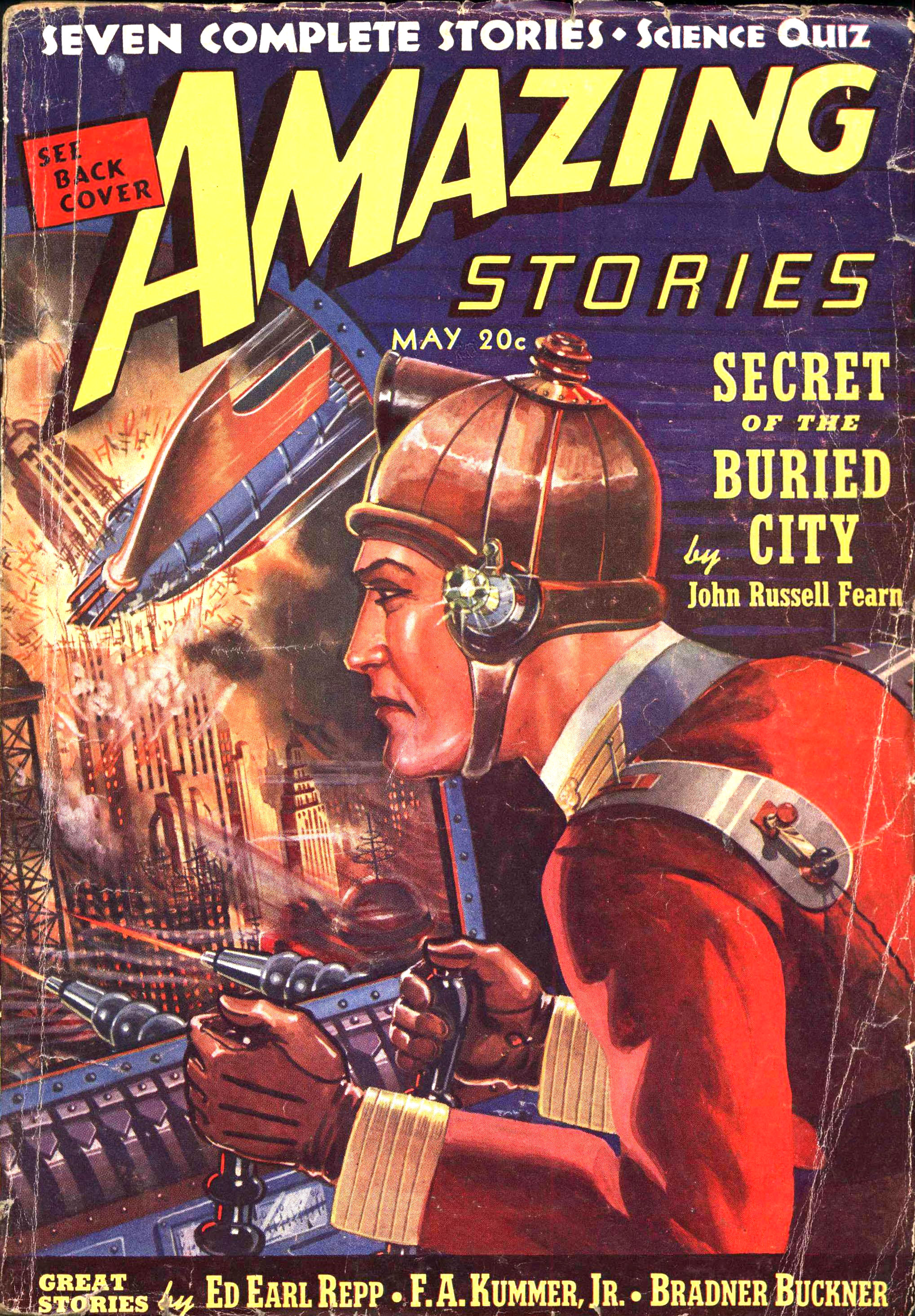
Copertina della rivista Amazing Stories, maggio 1939

La prima Età d'oro o epoca d'oro della fantascienza (Golden Age of Science Fiction) è un periodo che va grosso modo dalla fine dagli anni trenta ai primi anni cinquanta del Novecento, nel quale il genere della fantascienza ha conquistato l'attenzione di un vasto pubblico negli Stati Uniti d'America e sono state pubblicate molte opere classiche appartenenti al genere.
Nella storia della fantascienza, l'Epoca d'oro segue l'"epoca pulp" degli anni venti e primi anni trenta, e precede il periodo "sociologico" degli anni cinquanta. Secondo lo storico Adam Roberts, "l'espressione Epoca d'oro valorizza un particolare tipo di scrittura: 'Hard SF', narrazioni lineari, eroi che risolvono problemi o affrontano minacce con uno stile tipico della space opera o dell'avventura tecnologica".
Un'interpretazione alternativa si trova nella battuta "L'Età d'oro della fantascienza sono i dodici anni" (The Golden Age of Science Fiction is 'twelve'), attribuita all'appassionato di fantascienza Peter Graham. Questo sta a significare che molti lettori preferiscono vedere l'Età dell'oro come il momento della propria vita in cui hanno per la prima volta sviluppato una passione per la fantascienza avventurosa, età che tipicamente è quella della prima adolescenza.

## Da Gernsback a Campbell
Un'influenza fondamentale nella creazione dell'Epoca dell'oro fu esercitata da John W. Campbell, che divenne una figura leggendaria nel genere come redattore e curatore editoriale di molte riviste di fantascienza, tra cui Astounding Science Fiction. Sotto la direzione di Campbell, la fantascienza sviluppa il proprio lato realistico e la ricerca di una maggiore profondità psicologica dei personaggi di quanta ve ne fosse nell'era della "Super science" di Hugo Gernsback. L'attenzione si sposta dalla macchina innovativa (il cosiddetto gizmo) ai personaggi che la inventano o ne fanno uso. La maggior parte dei fan statunitensi concorda che l'Età d'oro inizia intorno al 1938-1939; come preciso punto iniziale del periodo solitamente viene citato il numero di luglio 1939 di Astounding Science Fiction, che contiene i primi racconti pubblicati da A. E. van Vogt e Isaac Asimov.

## Sviluppi nel genere

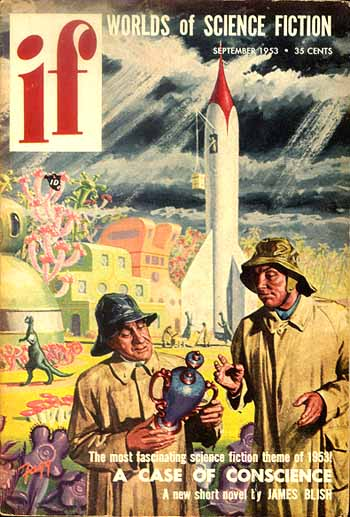
Copertina della rivista If (settembre 1953), che pubblicò la prima parte del romanzo di James Blish Guerra al grande nulla (A Case of Conscience)

Molti dei tòpos più duraturi della letteratura di fantascienza e dell'immaginario fantascientifico in generale vennero introdotti nella narrativa dell'Epoca d'oro. Isaac Asimov istituì le canoniche Tre leggi della robotica a partire dal suo racconto Bugiardo! (Liar!) del 1941, così come il ciclo tipico di space opera con la sua Trilogia della Fondazione, dove un ciclo narrativo si basa sull'idea della decadenza di un impero galattico. Un'altra caratteristica della fantascienza di questo periodo è la celebrazione delle conquiste scientifiche e quello che viene chiamato sense of wonder (senso della meraviglia); il racconto di Asimov Notturno (Nightfall, 1941) ne è un valido esempio, perché la civiltà di un intero pianeta viene travolta in una sola notte quando il calare delle tenebre (evento rarissimo in un sistema planetario con sei soli) consente la vista delle stelle e rivela di colpo l'immensità dell'universo. I romanzi di Robert A. Heinlein degli anni cinquanta, come Il terrore dalla sesta luna, Stella doppia e Fanteria dello spazio, esprimono ancora l'ideologia libertaria che attraversa molta della narrativa dell'Epoca d'oro.
Importante è anche il concetto di "storia futura" (Future History) introdotto da Heinlein e seguito da Asimov: Heinlein organizzò tutta la sua produzione degli anni Quaranta attorno a uno schema della futura storia dell'umanità in modo da trasformare tutti i suoi racconti e romanzi di quel periodo in un grande affresco fantascientifico. Questo approccio è presente anche nella serie della Fondazione di Asimov. L'idea piacque tanto a Campbell che pubblicò lo schema della storia futura secondo Heinlein in un numero di Astounding.
L'Età d'oro vide anche il riemergere di temi religiosi o spirituali, importanti nelle prime fasi della fantascienza sia negli Stati Uniti che in Europa ma che Gernsback aveva tentato di eliminare nella sua visione del genere (che lui definitiva "scientifiction"). Tra i più significativi testi di narrativa di questo tipo figurano Cronache marziane (The Martian Chronicles, 1950) di Ray Bradbury; Le guide del tramonto (Childhood's End, 1953) di Arthur C. Clarke; Guerra al grande nulla (A Case of Conscience, 1953, 1958) di James Blish; Un cantico per Leibowitz (A Canticle for Leibowitz, 1959) di Walter M. Miller.

## Rilevanza culturale

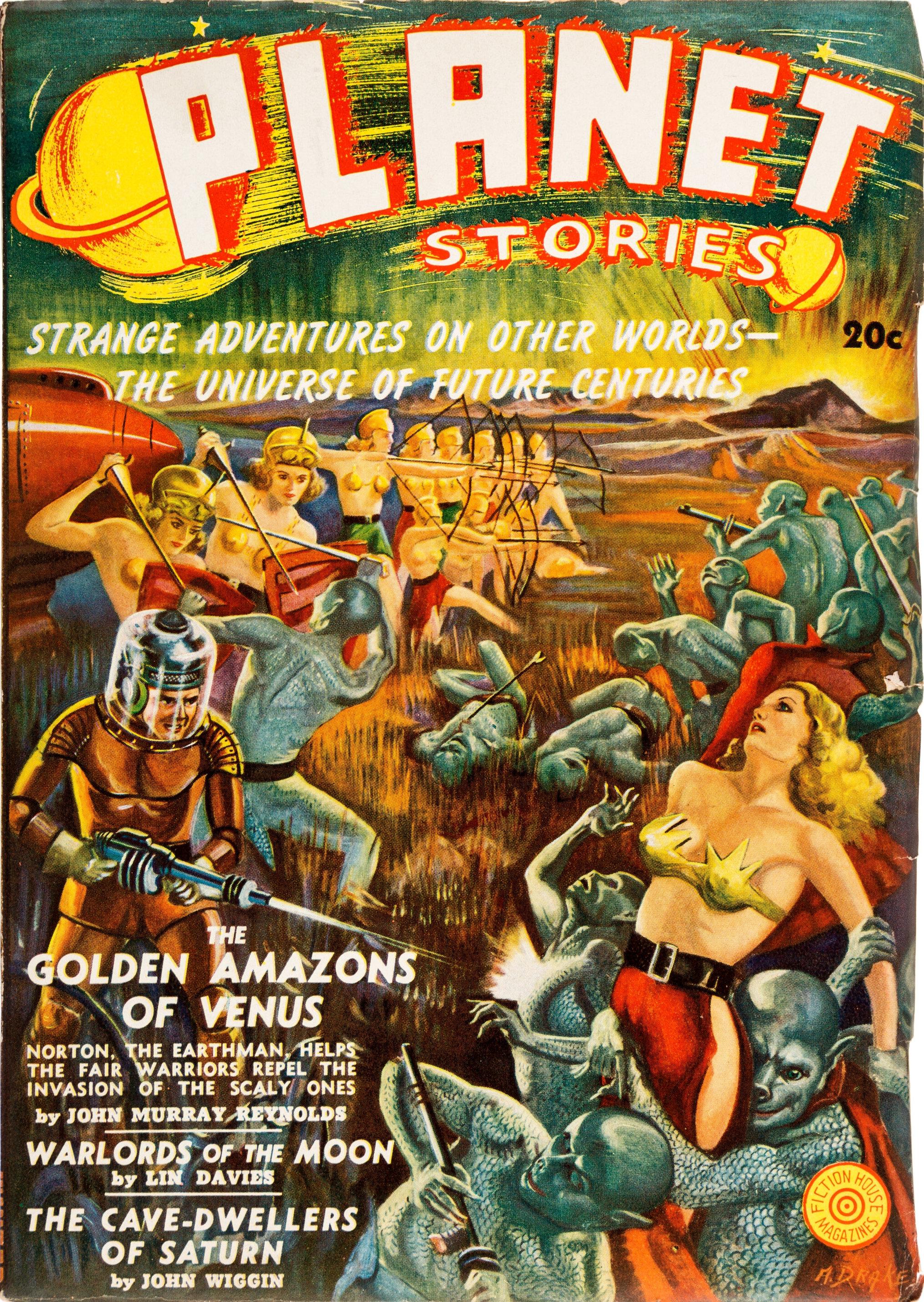
Copertina della rivista Planet Stories (vol. 1, n. 1, inverno 1939), un pulp magazine specializzato in storie avventurose ambientate su altri mondi.

Come fenomeno che ha influito sulla psiche di molti adolescenti americani durante la seconda guerra mondiale e la successiva Guerra fredda, la fantascienza dell'Epoca d'oro ha lasciato un segno durevole sulla società (non solo americana). L'inizio dell'Età d'oro coincise con la prima Worldcon nel 1939; la fantascienza, in particolare per quegli appassionati che partecipavano attivamente al fandom, stava diventando una potente forza sociale. Il genere, particolarmente in questo periodo, ebbe una significativa seppure indiretta influenza sui leader nei settori militare, informatico, cinematografico e scientifico, specialmente per quanto riguarda le industrie biotecnologiche e farmaceutiche.
La reazione di molti genitori in quegli anni, però, fu spesso caratterizzata da diffidenza e intolleranza, talvolta provocate dalle illustrazioni relativamente scollacciate delle riviste pulp (la tipica copertina di una rivista dell'epoca poteva mostrare una procace fanciulla in pericolo coperta solo da un futuribile bikini d'ottone, in preda a un mostro dagli occhi da insetto).

## La crisi delle riviste
Mentre c'è un accordo generale sulla data d'inizio dell'Epoca d'oro (non prima del 1938 e non oltre il 1940), è più difficile specificare quando essa si sia conclusa, ma diversi fattori coincidenti hanno cambiato il volto della fantascienza nella seconda metà degli anni cinquanta. Quello forse più importante è la rapida contrazione del mercato (forse gonfiato) delle riviste pulp: Fantastic Adventures e Famous Fantastic Mysteries chiusero nel 1953, Planet Stories, Startling Stories, Thrilling Wonder Stories e Beyond nel 1955, Other Worlds e Science Fiction Quarterly nel 1957, Imagination, Imaginative Tales e Infinity nel 1958. La presenza della fantascienza alla televisione e alla radio contemporaneamente diminuì, vedendo la cancellazione di serie quali Captain Video, Space Patrol e Tom Corbett, Space Cadet nel 1955.
La fantascienza aveva regnato anche nei fumetti all'inizio degli anni cinquanta, un ambito nel quale non era limitata al pubblico infantile o adolescenziale; comunque, l'introduzione del Comics Code nel 1954 colpì a morte il settore dei fumetti di fantascienza, tanto che una delle pubblicazioni più importanti, Incredible Science Fiction della EC, venne interrotta alla fine del 1955.
La seconda metà degli anni cinquanta si apre pertanto con una marcata riduzione della visibilità e della commerciabilità della fantascienza. Allo stesso tempo i progressi tecnologici, culminanti con il lancio della sonda sovietica Sputnik 1 nell'ottobre del 1957, restrinsero lo scarto tra il mondo reale e quello della fantascienza. Gli autori furono pertanto costretti ad essere più coraggiosi e immaginativi nello sforzo di non sembrare arretrati. Emersero nuovi sottogeneri di fantascienza che si concentravano meno sulle conquiste degli esseri umani a bordo di navi spaziali e in laboratori scientifici e più sulle conseguenze delle innovazioni scientifiche e tecnologiche per l'intera umanità.

## Limiti temporali dell'Epoca d'oro

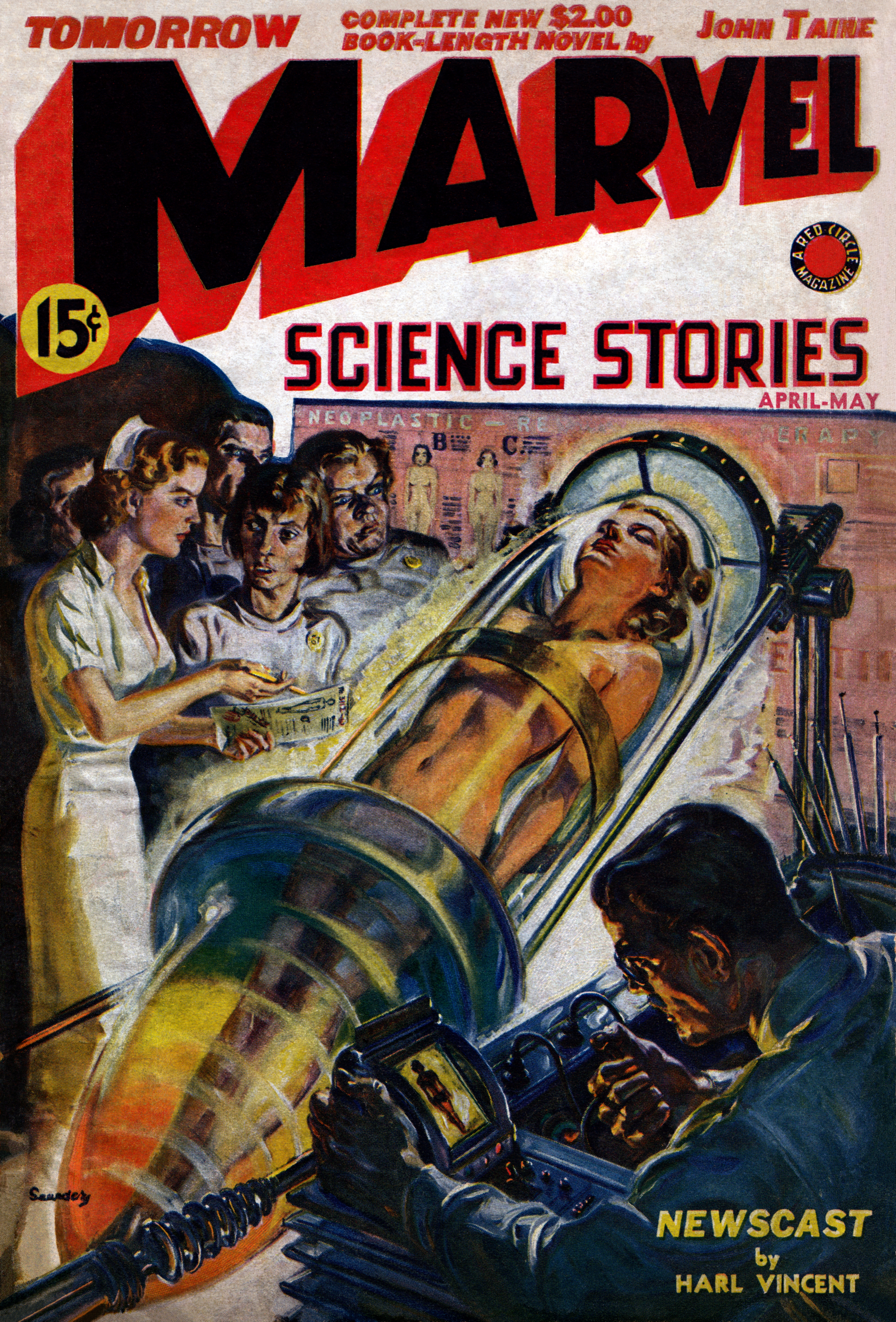
Copertina di Marvel Science Stories, aprile-maggio 1939 (illustrazione di Norman Saunders). La rivista pulp fu pubblicata dal 1938 al 1941 e dal 1950 al 1952.

Diverse sono le opinioni degli storici rispetto al termine dell'epoca. Nella loro storia della fantascienza, Clute e Nicholls dichiarano che "nell'uso convenzionale (...) gli appassionati con l'espressione età o epoca d'oro si riferiscono regolarmente, con una certa precisione, agli anni dal 1938 al 1946". Da parte sua Isaac Asimov, uno dei protagonisti dell'epoca d'oro, in un'introduzione a una raccolta di racconti degli anni trenta, la vede un po' diversamente: "in questo senso l'Età dell'oro durò fino al 1950, quando altri periodici [oltre ad Astounding], come Galaxy e The Magazine of Fantasy and Science Fiction entrarono in campo". Alexei e Cory Panshin, nel primo saggio critico approfondito sull'Epoca d'oro, sono più vicini a Clute e Nicholls, perché sostengono che l'età d'oro si chiude quando vengono sganciate le prime bombe atomiche: "Il nuovo mondo creato dalla fantascienza (...) era calato su di noi (...) Con lo sgancio delle bombe il trascendente s'era fatto reale". I due critici Scholes e Rabkin invece legano, nel loro saggio Fantascienza: Storia - Scienza - Visione il periodo che va dal 1938 al 1946 con quello successivo fino al 1960; per loro è l'avvento della New Wave negli anni sessanta a chiudere realmente l'età d'oro.
Brian Aldiss, nella sua storia della fantascienza, tratta gli anni quaranta e gli anni cinquanta in capitoli diversi, quindi come periodi distinti, notando comunque che qualcosa cambia nella fantascienza pubblicata su Astounding (la rivista più rappresentativa dell'Epoca d'oro) proprio con Hiroshima e Nagasaki (agosto 1945): "Astounding dopo la guerra era una rivista veramente nera. I suoi scrittori e i suoi lettori (...) digerivano le implicazioni della bomba atomica". Una delle storie della fantascienza più recenti, quella dello studioso britannico Roger Luckhurst, presenta un capitolo intitolato American Science Fiction, 1939-1959, quindi parrebbe seguire la linea di Scholes e Rabkin, ma in effetti il titolo comprende anche la dizione "From Atomjocks to Culture Criticism" (Dai duri dell'atomo alla critica sociale) e comunque il capitolo comprende una sezione specifica, "Science Fiction as Social Criticism" (La fantascienza come critica sociale), specificamente dedicata agli anni cinquanta in quanto distinti dal decennio precedente, quello dell'Età d'oro.
Se ne ricava che nella critica si avverte generalmente un cambiamento di atmosfera avvenuto a partire dall'agosto del 1945, quando l'energia nucleare (uno dei temi classici della fantascienza dell'Epoca d'oro) venne usata a scopi militari, rivelando le sue immense capacità di distruzione. In quel momento l'ottimismo programmatico di Campbell e dei suoi allievi andò in crisi, e l'atmosfera euforica che aveva regnato dal 1938 in poi cambiò decisamente. Si possono allora vedere come anni di transizione quelli dal 1945 al 1950, che introducono una diversa epoca della fantascienza americana.

## Autori importanti dell'Età dell'oro
Diversi autori fondamentali della fantascienza americana iniziarono ad emergere in questo periodo, al quale risale anche l'inizio della carriera di alcuni autori britannici (non direttamente connessi col mondo delle riviste pulp statunitensi):
- Poul Anderson
- Isaac Asimov
- Alfred Bester
- James Blish
- Nelson S. Bond
- Leigh Brackett
- Ray Bradbury
- Fredric Brown
- Bertram Chandler
- John Christopher
- Arthur C. Clarke
- Hal Clement
- L. Sprague de Camp
- Lester del Rey
- Robert A. Heinlein
- L. Ron Hubbard
- C. M. Kornbluth
- Henry Kuttner
- Fritz Leiber
- Walter M. Miller, Jr.
- C. L. Moore
- Chad Oliver
- Frederik Pohl
- Ross Rocklynne
- Eric Frank Russell
- Clifford D. Simak
- Theodore Sturgeon
- William Tenn
- A. E. van Vogt
- Jack Vance
- Jack Williamson
- John Wyndham